# Mithräum

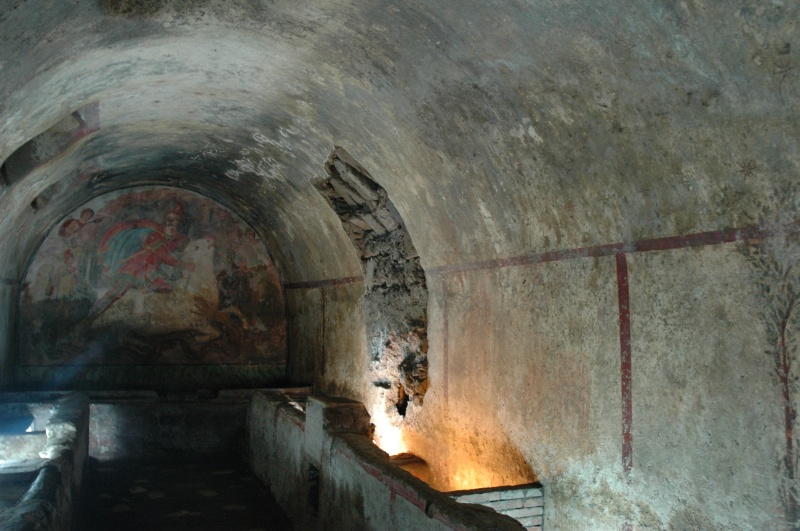
Mithräum von Santa Maria Capua Vetere bei Neapel

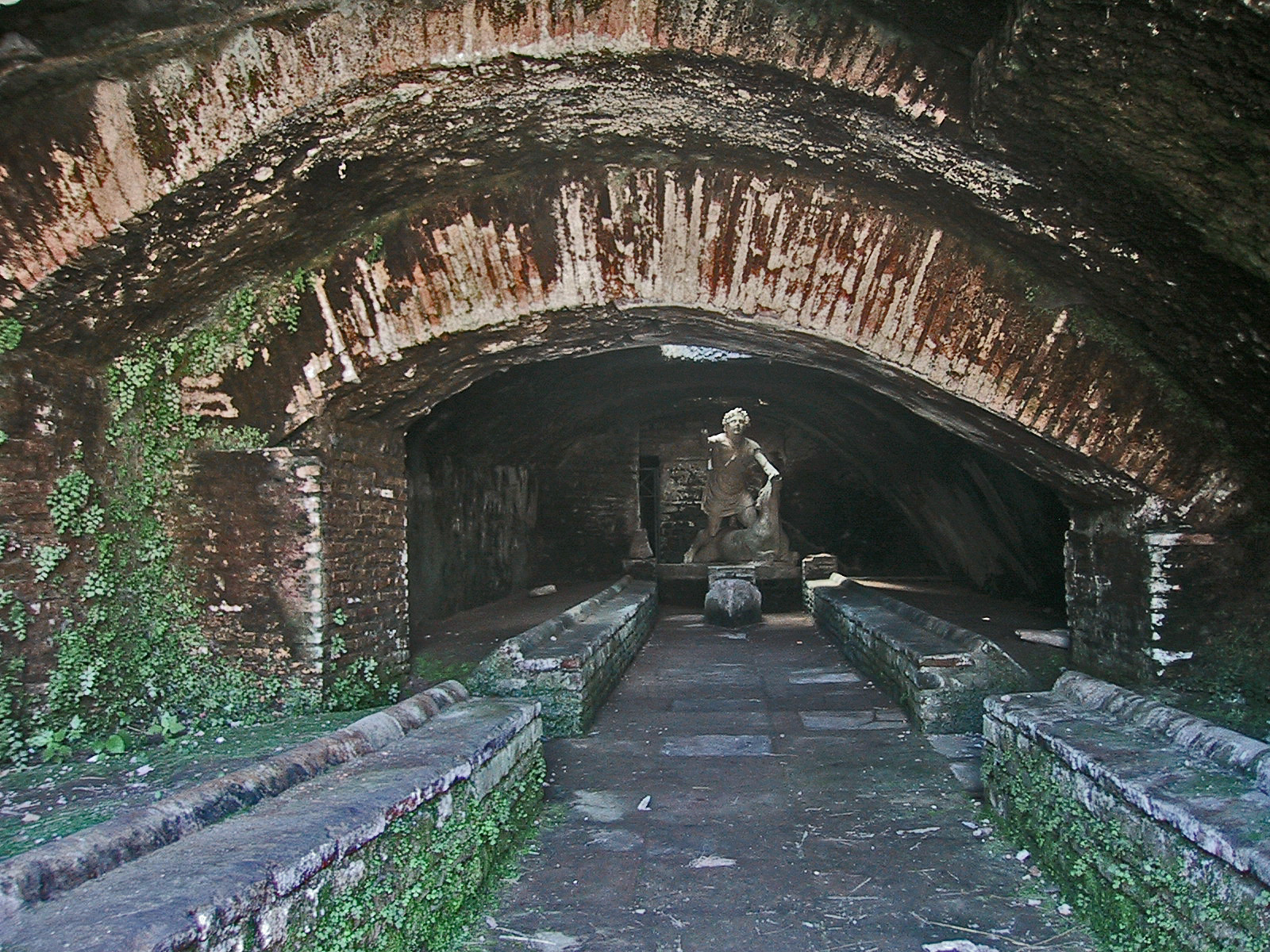
Mitreo delle Terme del Mitra in Ostia

Als Mithräum (lateinisch mithraeum, Plural Mithräen) bezeichnet man die Tempel des Mithras-Kultes.
Mithräen waren meist unterirdisch angelegt oder in Fels gehauen. Für die nur ein bis zwei Dutzend Mitglieder zählenden Mithrasgemeinden genügte ein verhältnismäßig kleiner Kultraum. Das größte bekannte Mithräum bot Platz für 80 Gläubige. Im Gegensatz zum Christentum, wo in größeren Gemeinden entsprechend größere Gotteshäuser gebaut wurden, wurde im Mithraismus ihre Zahl, nicht ihr Volumen vergrößert. Zur Blüte des Mithraskults im 3. Jahrhundert soll es alleine in Rom 800 Mithräen gegeben haben. Da die einzelnen Mithräen jedoch meist nicht lange in Benutzung waren, sagt diese hohe Zahl nichts über die Zahl der Anhänger aus. Bis heute wurden die Überreste von über 1000 Mithräen im gesamten Gebiet des Römischen Reiches archäologisch nachgewiesen.

## Bauliche Anlage

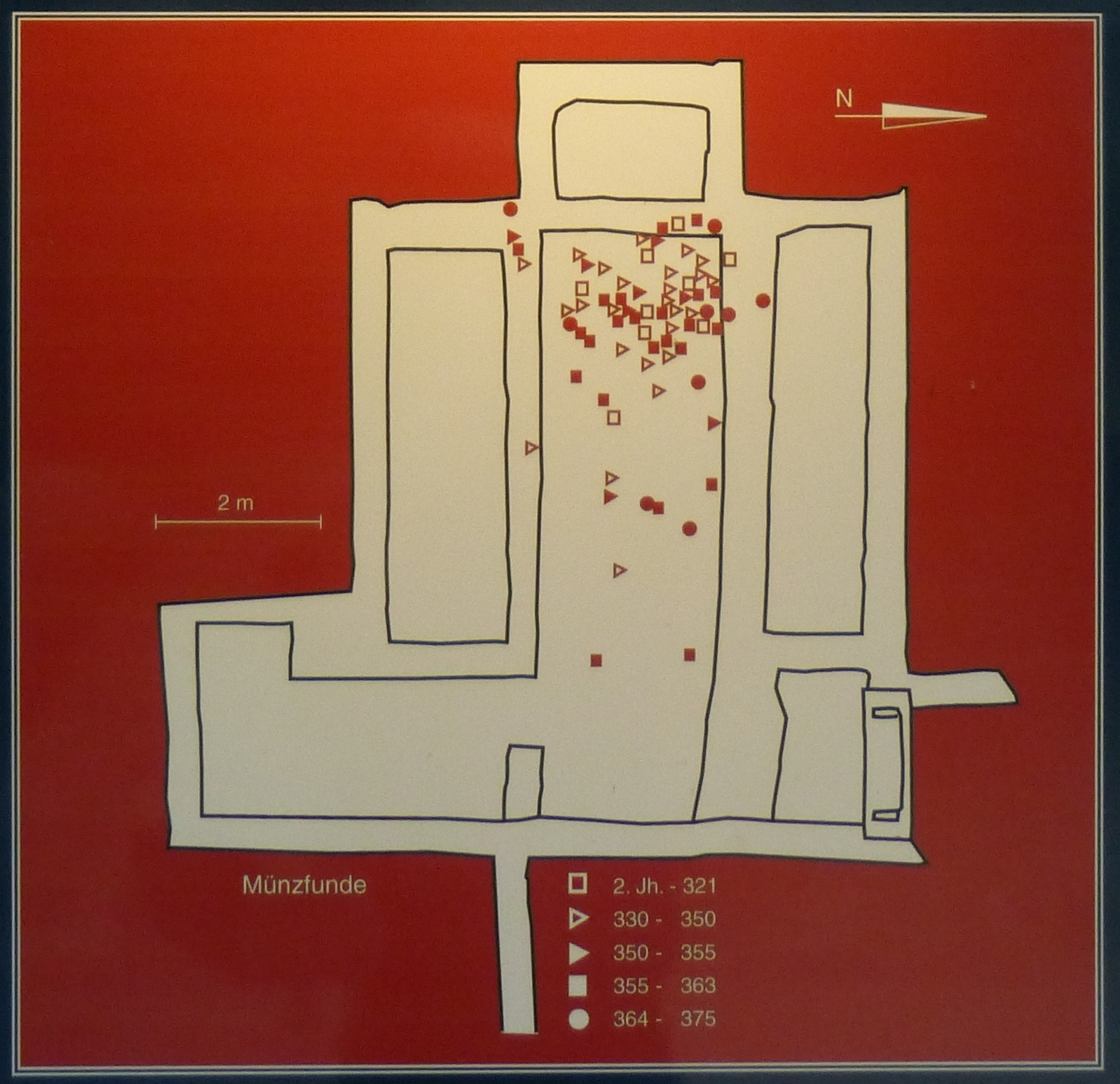
Grundriss des Mithraeums in Königsbrunn

Die meisten Mithräen besaßen einen rechteckigen Grundriss und ein Tonnengewölbe. Durch die unterirdische Anlage (innerhalb von Städten oft in Kellerräumen von Privathäusern) war jedes Mithräum wie eine künstliche Höhle gebaut und erinnerte damit an die Geburt Mithras’ in einer Felsenhöhle. Die Römer nannten sie spelunca. Die „Höhlen“ könnten auch ein Modell des Kosmos gewesen sein, da an der Decke der Mithräen oft der Sternenhimmel abgebildet wurde und manchmal einige kleine Öffnungen Licht hindurchließen.
Die innere Anlage der Mithräen war den späteren christlichen Kirchen ähnlich, allerdings waren sie in Richtung Westen (Sonnenuntergang) und nicht in Richtung Osten (Sonnenaufgang) orientiert. In den Fundamenten zeigt sich eine typische Dreiteilung: ein Mittelgang (cella) wurde links und rechts von zwei aus Stein gemauerten Podien flankiert. Im Osten des Tempels lag der Eingang und am anderen Ende des Mittelgangs im Westen befand sich eine Apsis und darin ein Altar. Der Altar hatte zum Teil sieben Stufen, die die sieben Sphären bzw. Initiationsstufen des Mithraismus symbolisierten. Oberhalb des Altars befand sich ein großes Wandbild oder Steinrelief, das in fast allen Mithräen die Stiertötungsszene (Tauroktonie) zeigt. Auch die Wände und Decken der Mithräen waren oft bemalt.
Auf den seitlichen Podien lagerten die Gläubigen und verfolgten die Zeremonien, die der Priester im Mittelgang und vor dem Kultbild im Osten zelebrierte. Auf diesen Podien nahmen sie auch das Mahl bei ihren Feiern ein.

## Zerstörung und Verfall der Mithräen
Als das Christentum im 4. Jahrhundert die Vormachtstellung über alle anderen Religionen im Römischen Reich erlangte, wurde ein großer Teil der noch bestehenden Mithrastempel von den Christen zerstört, die übrigen verfielen. So schilderte um 380 der Heide Libanios in einem Brief an Kaiser Theodosius I. extreme Zerstörungswut an heidnischen Tempeln durch „Banden schwarz gekleideter Mönche“. Kaiser Theodosius I. erließ im Jahr 391 ein Gesetz, wonach alle heidnischen Tempel zu schließen seien; allerdings ist es in der neueren Forschung umstritten, wie strikt die offiziellen Verlautbarungen umgesetzt wurden. Das in der älteren Forschung oft entworfene Bild harter Religionskämpfe um 400 wurde 2011 von Alan Cameron zumindest in mehreren Punkten in Frage gestellt. Im Jahre 407 wurde von den Söhnen des Theodosius allerdings ein reichsweites Gesetz erlassen, wonach heidnischen Altäre niedergerissen und heidnische Bildnisse, die der Verehrung dienen, entfernt werden mussten.
In seinem Buch The archaeology of religious hatred in the Roman and early medieval world datiert Eberhard Sauer zerstörte heidnische Tempel sowie Zerstörungen von Kulturgütern (Ikonoklasmus, Kulturvandalismus) vor allem im Westen. Dies könnte darauf zurückgeführt werden, dass hier (vor allem in Deutschland) die Ausgrabungen zahlreicher und sorgfältiger waren. Letzteres war entscheidend, um aus Beifunden wie Münzen den ungefähren Zeitraum der Zerstörung der Tempel zu ermitteln. Nach Sauer waren diese Zerstörungen exzessiv und umfassten das ganze Reich:

„Auf der Grundlage des literarischen und archäologischen Befundes kann es keinen Zweifel geben, dass die Christianisierung des Römischen Reiches und des frühmittelalterlichen Europas mit der Zerstörung von Kunstwerken einherging in einer Größenordnung, die man in der Geschichte der Menschheit nie zuvor sah.“

Skelett-Fund im Mithrastempel von Saarburg. Der getötete Mann war vermutlich ein Priester des Mithraskultes. Historische Fotografie der Grabungsberichte von 1905, aus: Franz Cumont: Die Mysterien des Mithra (1911)

Als 1905 erste Ausgrabungen zu den Religionskämpfen durchgeführt wurden, fand man in dem mit Felsen verschlossenen und zugeschütteten Mithrastempel von Saarburg in Lothringen das Skelett eines schmächtigen Mannes, dessen Hände hinter dem Rücken mit Eisenketten gefesselt waren und der offenbar lebendig begraben worden war. Der Tempel zeigte starke Spuren von Ikonoklasmus. Ein Reliefbild wurde in über 300 Teile zerschlagen. Ein ähnliches Bild fand sich in dem (vermuteten) Mithrasheiligtum in der Kulthöhle in Zillis. Hier entdeckte man die Überreste eines wohl im 6. Jahrhundert bestatteten, offenbar durch eine Pfählung getöteten Mannes – eventuell eines Mithras-Priesters, der von Christen bei der Zerstörung des Heiligtums hingerichtet worden sein könnte.
Survey- und Datenbankforschungen zum Umfang von Tempelzerstörungen bestätigen das Bild einer nachhaltigen Zerstörung für heidnische Gebäude auch im Osten des Reiches als Summe der allerorts auftretenden lokalen Religionskämpfe. Aus zerstörten heidnischen Gebäuden wurde oft Baumaterial für christliche Neubauten gewonnen (Spolien). In einigen Fällen wurden auch Mithräen direkt mit christlichen Kirchen überbaut, wie archäologische Funde (z. B. Santa Prisca in Rom) zeigen.
Um das Jahr 430 war die Zerstörung der heidnischen Tempel und Statuen bereits so weit vorangeschritten, dass Theodoret, ein christlicher Apologet und Autor der letzten bekannten Schrift gegen die Heiden, schrieb:

„Warum sprechen wir noch von den Philosophen, Kaisern und Generälen, da doch die Märtyrer im Gedächtnis der Menschen die Nachfolger derer wurden, die man Götter nannte. Wahrlich, ihre Tempel sind so vollständig zerstört, dass man sich nicht einmal ihre frühere Stätte vorstellen kann, während das Baumaterial nunmehr den Märtyrerschreinen gewidmet ist.“

Dennoch existierten manche Mithräen noch einige Jahrhunderte weiter und der Mithraskult war wohl im 6. Jahrhundert noch nicht vollkommen ausgerottet. So wurde beispielsweise der Haupttempel des Sol Invictus Mithras in Baalbek (heute Libanon) frühestens 554 zerstört.

## Liste bedeutender Mithräen

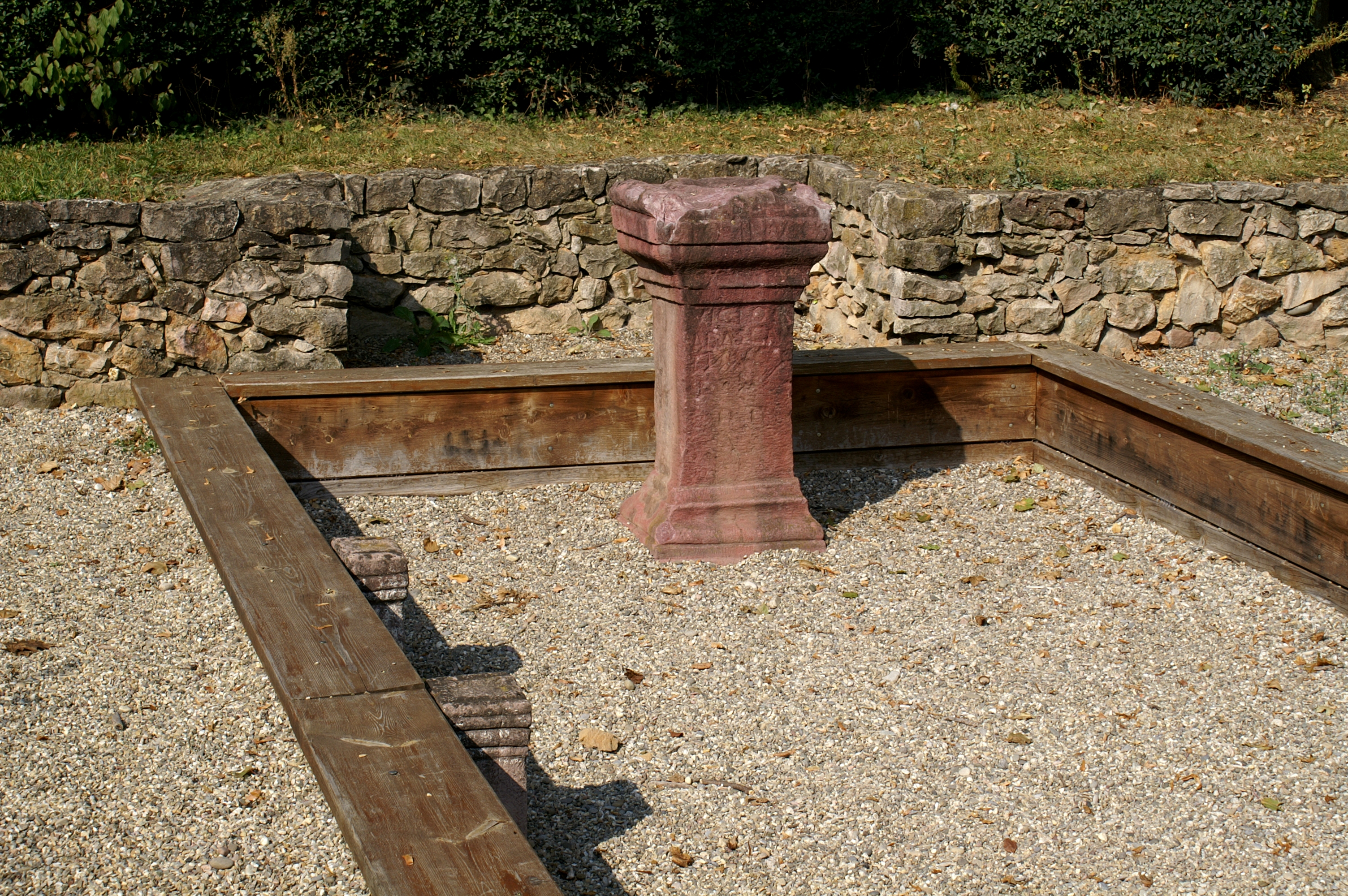
Mithräum in Riegel am Kaiserstuhl

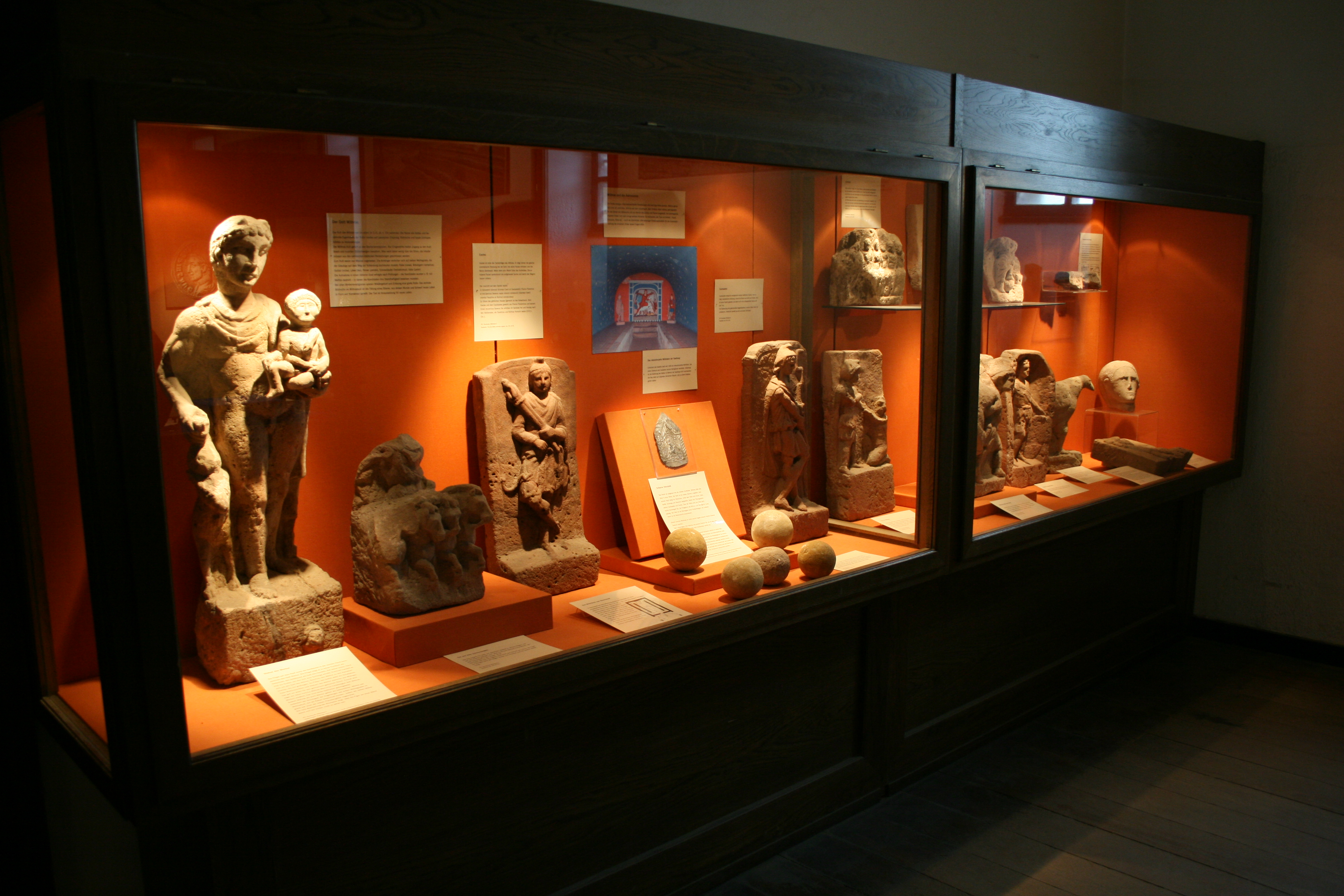
Funde des Inventars aus dem Mithräum I in Stockstadt, ausgestellt im Saalburgmuseum

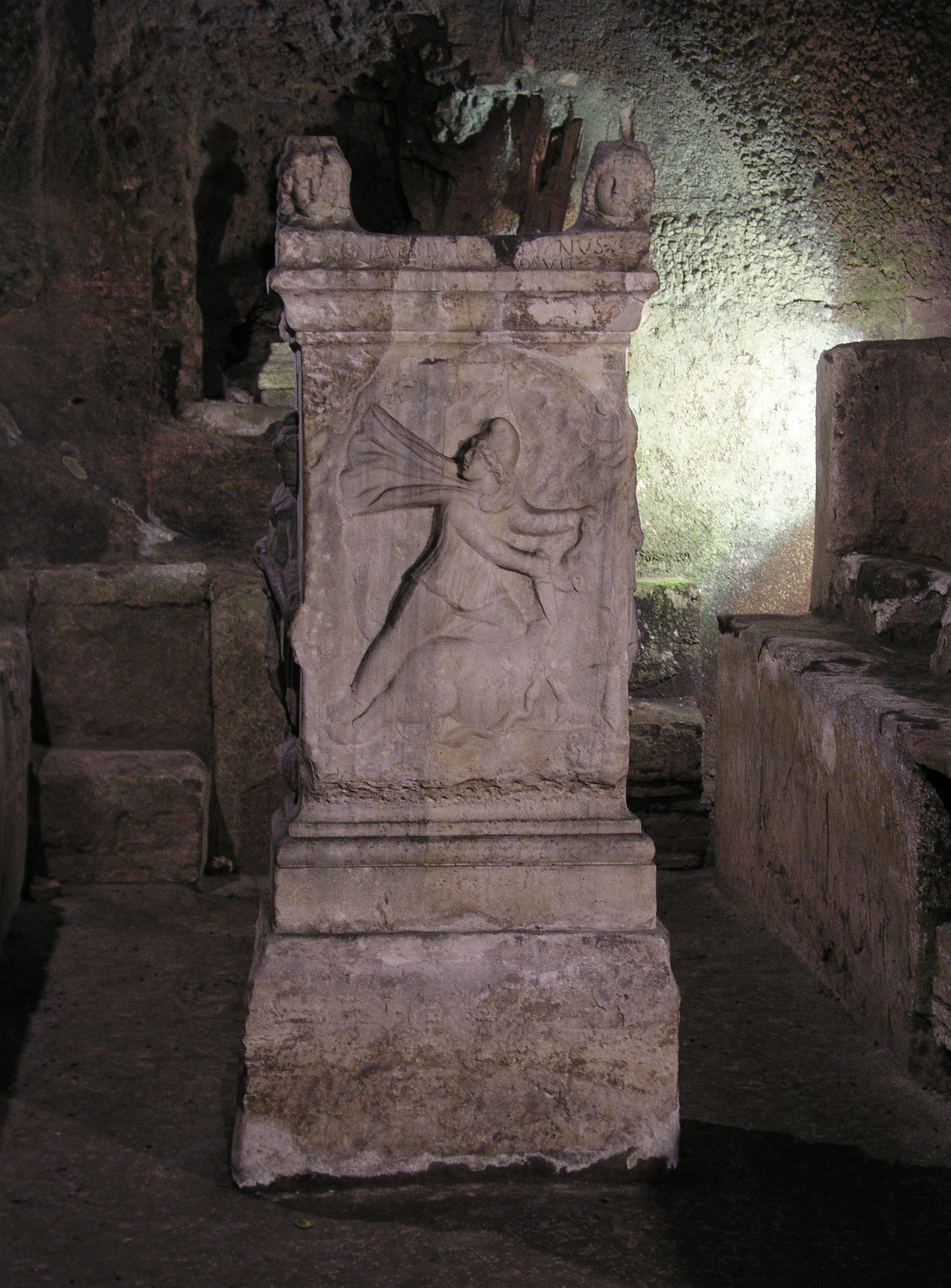
Mithräum unter der Kirche San Clemente in Rom

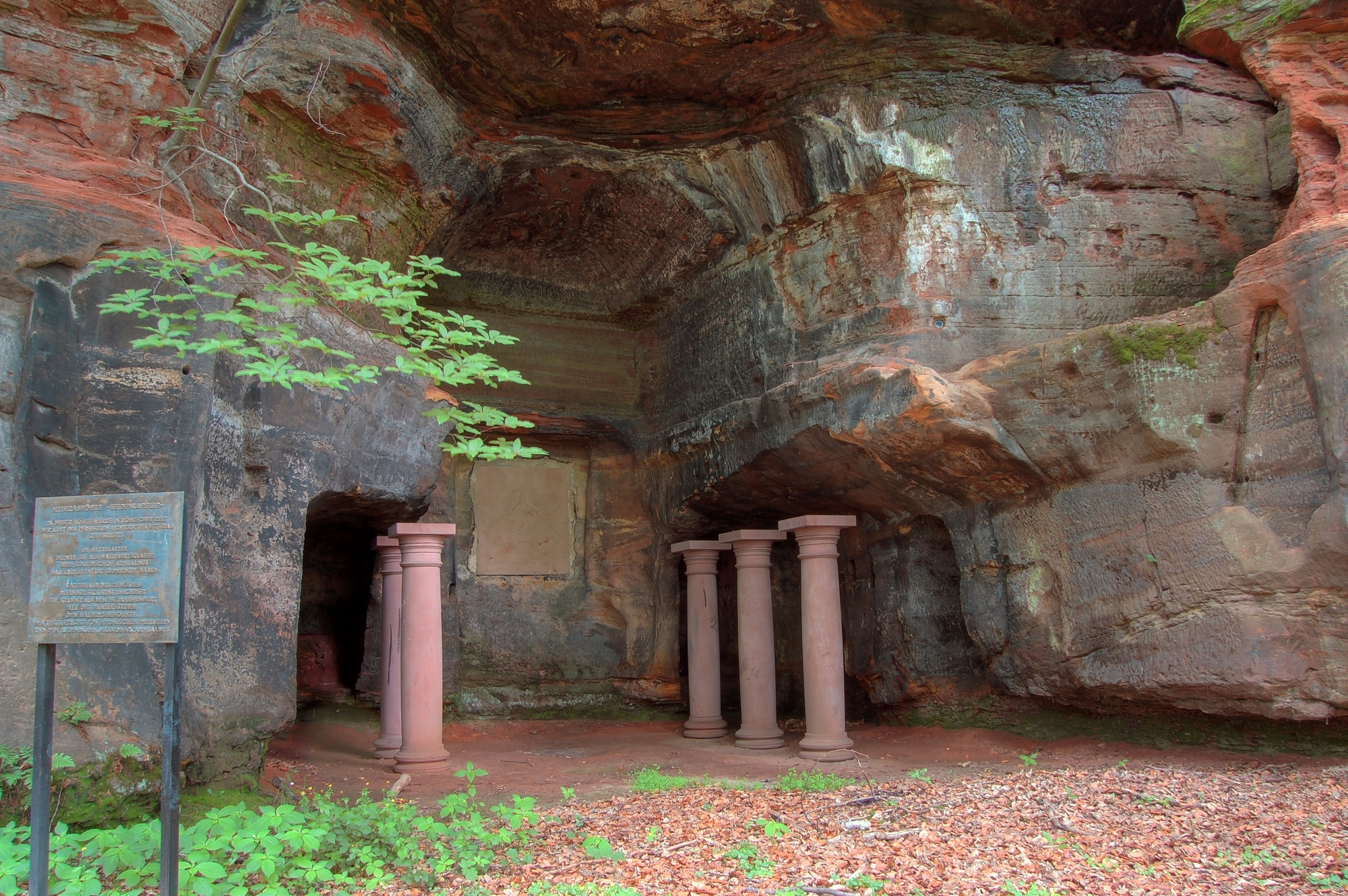
Die Mithrashöhle auf dem Halberg in Saarbrücken

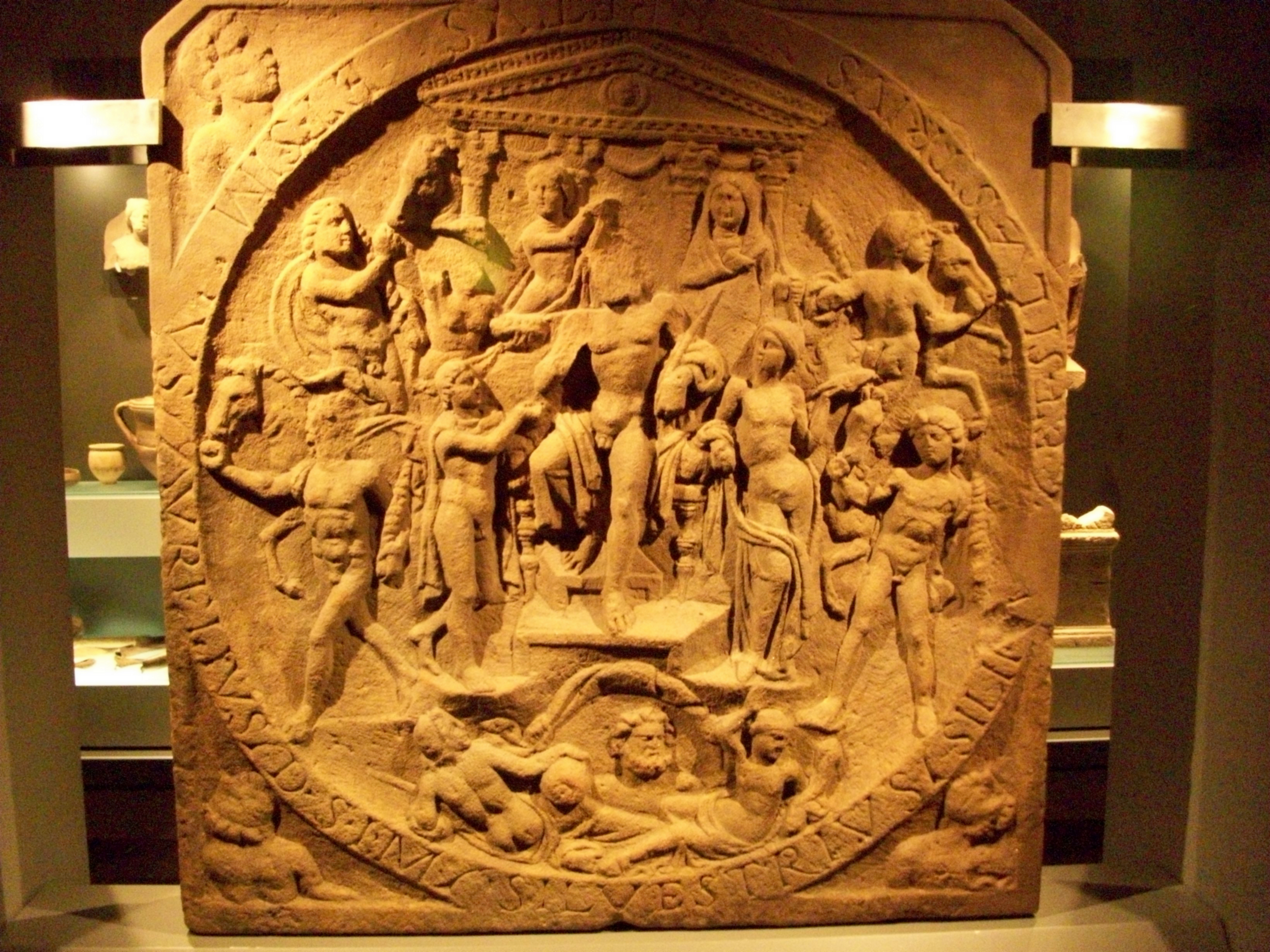
Dieburger Mithrasstein

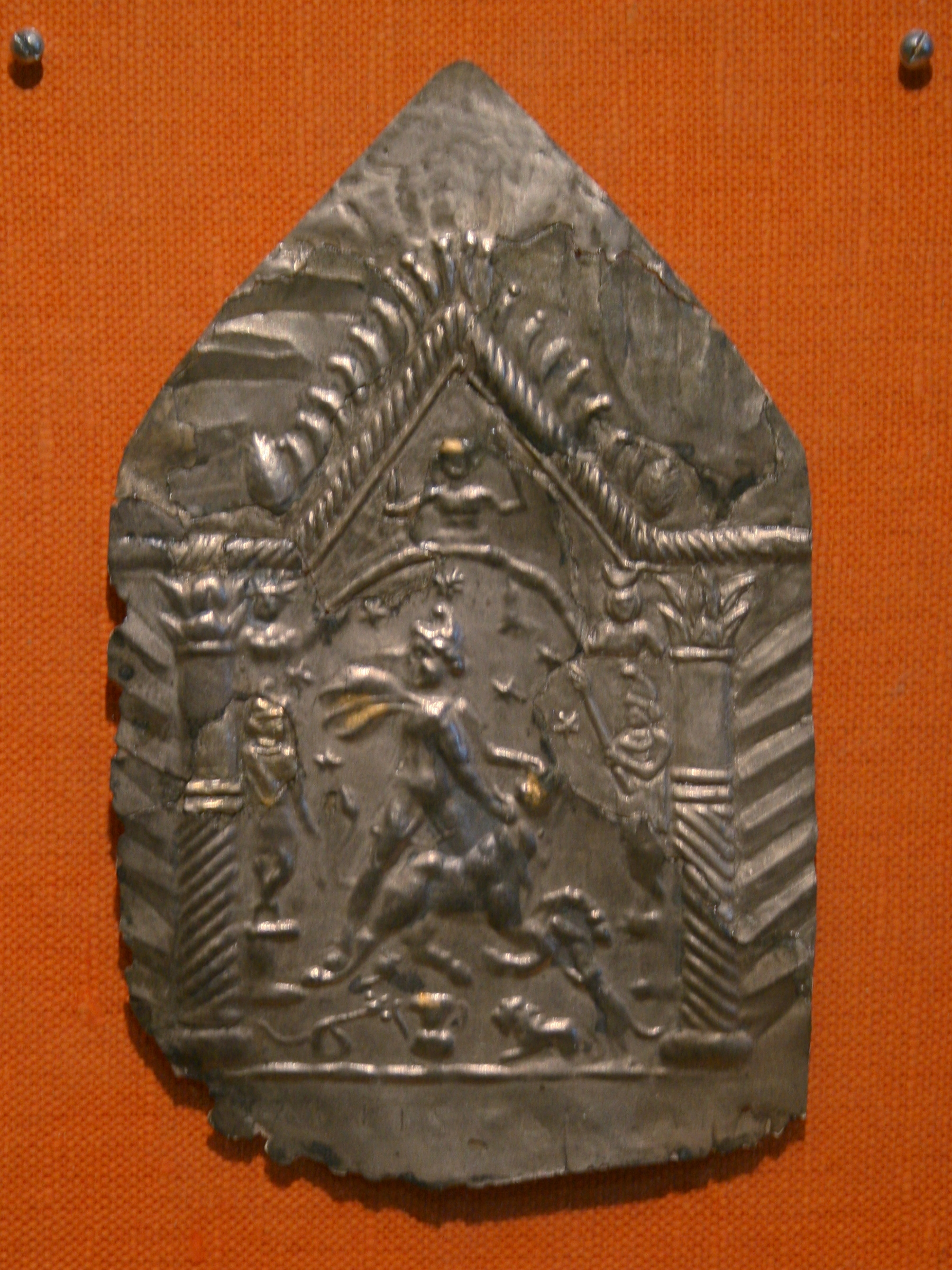
Silbernes Votivblech mit Stiertötung, gefunden im Stockstädter Mithräum

### Mithräen in Deutschland
In Deutschland können in den folgenden Städten die Überreste oder Rekonstruktionen von Mithräen besichtigt werden:
- Bretzenheim, Eremitage
- Dieburg (bei Darmstadt), Museum Schloss Fechenbach
- Hanau (aus Erlensee-Rückingen, siehe Kastell Rückingen)
- Frankfurt-Heddernheim (Römerstadt Nida-Heddernheim)
- Gimmeldingen, Stadt Neustadt a.d.W.
- Heidelberg, Kurpfälzisches Museum
- Güglingen
- Köln
- Mithraeum in Königsbrunn (bei Augsburg)
- Mainz (Mogontiacum), Weihealtäre am Ballplatz[9]
- Mithräum (Mundelsheim) mit Römischem Gutshof Steinmäurich
- Neuss (Legionslager Castra Novaesia)
- Osterburken
- Riegel am Kaiserstuhl
- Kastell Saalburg (bei Bad Homburg vor der Höhe)
- Saarbrücken (Mithrashöhle am Halberg)
- Schwarzerden (Saarland)
- Stockstadt am Main (zwei Mithräen im Umfeld des Kastell Stockstadt), Funde größtenteils im Saalburgmuseum
- Trier (Augusta Treverorum)
  - Mithräum im Tempelbezirk im Altbachtal
  - Mithräum an der Südallee (entdeckt 2023)

### Mithräen in Italien
- in Rom:
  - Mithräum des Circus Maximus
  - Mithraeum beim Palazzo Barberini
  - Mithräum der Caracalla-Thermen
  - Mithräum der Crypta Balbi

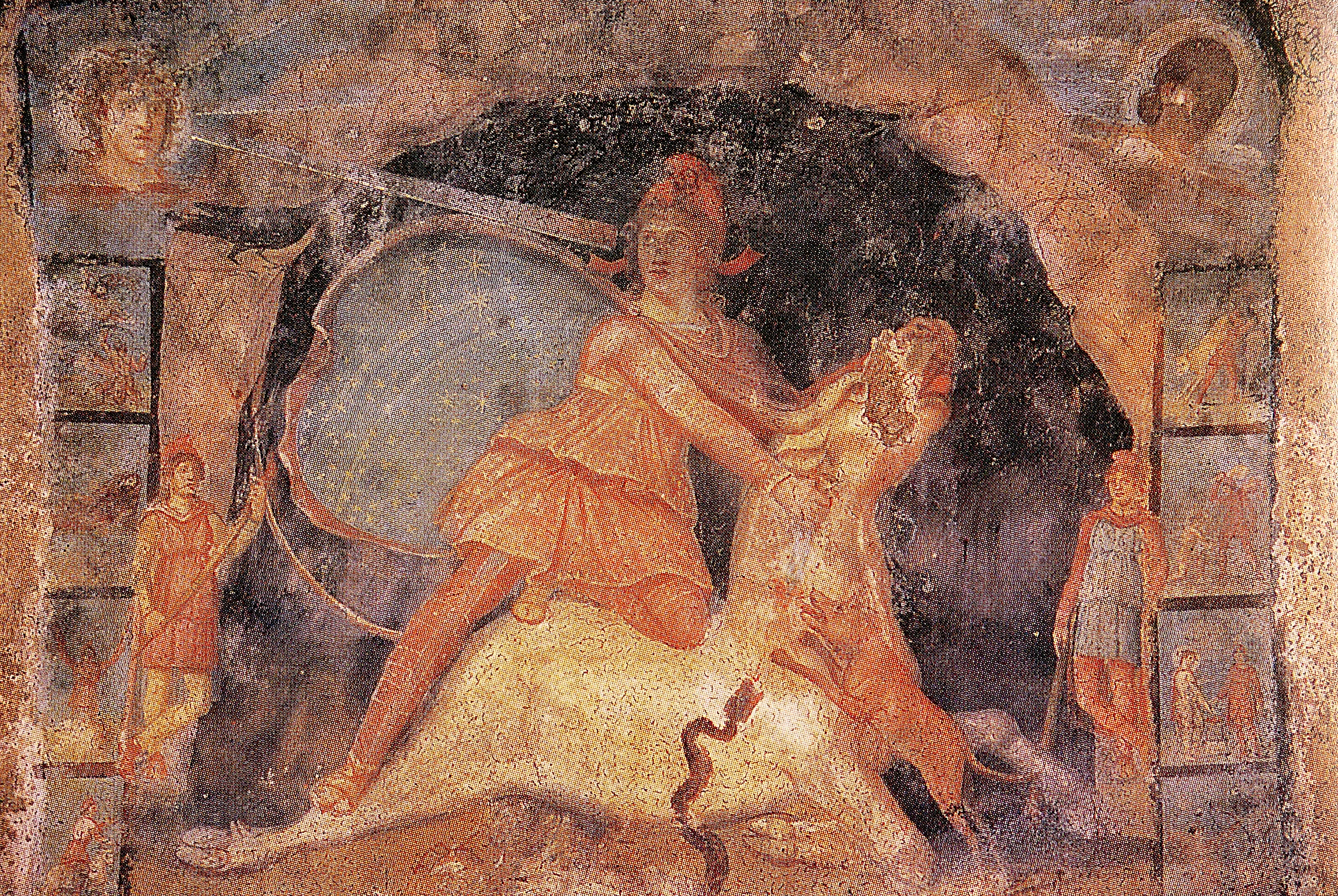
Tauroktoniefresko im Mithräum von Marino

  - Mithräum in der Via Giovanni Lanza
  - Mithräum unter der Basilika San Clemente
  - Mithräum unter Santa Prisca
  - Mithräum unter der Kirche San Silvestro in Capite
  - Mithräum unter der Kirche Santo Stefano Rotondo
- in Ostia[10]
  - Mitreo degli Animali
  - Mitreo delle Pareti Dipinte
  - Mitreo di Felicissimus
  - Mitreo di Menandro
  - Mitreo della Planta Pedis
  - Mitreo dei Serpenti
  - Mitreo delle Sette Porte
  - Mitreo delle Terme del Mitra
- in Marino
- in Santa Maria Capua Vetere
- in Sutri an der Via Cassia (Provinz Viterbo)
- Mithras-Höhle in Duino bei Triest

### Mithräen in Frankreich
- Biesheim
- Mackwiller
- Sarrebourg
- Straßburg-Koenigshoffen

### Mithräen in England
- Mithras-Tempel in London, England
- Mithräum von Vindobala (Rudchester) am Hadrianswall (England)
- Mithräum von Carrawburgh am Hadrianswall (England)
- Mithräum von Housesteads am Hadrianswall (England)
- Mithräum von Alauna in Cumbria (England)

### Mithräen im übrigen Europa
- Mithräum in Mérida, Spanien
- Martigny im Kanton Wallis, Schweiz
- Mithräum von Kempraten (Rapperswil-Jona), Schweiz
- Mithräen von Carnuntum, Museum Carnuntinum, Bad Deutsch Altenburg bei Wien, Österreich
- Mithräum bei Fertőrákos, Ungarn, nahe der österreichischen Grenze
- Mitrej wenige Kilometer nördlich von Črnomelj in der Bela krajina, Slowenien
- Mithräum in Jajce (Bosnien-Herzegowina), 4. Jahrhundert

### Mithräen im Orient
- Doliche (Türkei)
- Mithräum von Dura Europos (Syrien)
- Zerzevan (Diyarbakır, Türkei)